# Rodrigo Pessoa
Rodrigo Pessoa (n. 29 noiembrie 1972, Neuilly-sur-Seine, Région parisienne, Franța) este un sportiv ce a reprezentat Brazilia, medaliat olimpic. A participat la 7 ediții ale Jocurilor Olimpice (1992, 1996, 2000, 2004, 2008, 2012, 2020) în care a câștigat o medalie de aur și două medalii de bronz.